# Fritz-Heinz Himmelreich
Fritz-Heinz Himmelreich (* 27. Februar 1930 in Essen; † 23. September 2020) war ein deutscher Verbandsfunktionär.

## Werdegang
Himmelreich kam als Sohn eines evangelischen Theologen zur Welt. Sein Studium der Volkswirtschaft in Freiburg und Köln schloss er 1954 mit dem Diplom ab. Als Student wurde er Mitglied der Burschenschaft Franconia Freiburg. In den folgenden Jahren arbeitete er für regionale Arbeitgeberverbände in Düren und Bad Hersfeld. Während dieser Zeit bereitete er seine Promotion vor, die er 1959 vorlegte.
Im gleichen Jahr wechselte er zur Bundesvereinigung der Deutschen Arbeitgeberverbände (BDA), leitete dort bald die Abteilung Finanzen und Verbandsorganisation und wurde im Januar 1971 zum stellvertretenden Hauptgeschäftsführer bestellt. In Nachfolge von Ernst-Gerhard Erdmann übernahm er am 1. Oktober 1989 das Amt des Hauptgeschäftsführers. Im September 1996 wurde er verabschiedet.
Zwischen 1974 und 1989 gehörte er dem Verwaltungsrat der Bundesanstalt für Arbeit an und war von 1977 bis 1989 im Wechsel mit dem Vertreter des Deutschen Gewerkschaftsbundes alternierender Vorstandsvorsitzender. Von 1988 bis 1992 war er Mitglied des Programmbeirates des Fernsehsenders RTLplus und ab 1992 Mitglied des Fernsehrates des ZDF.
Himmelreich wurde am 8. Oktober 2020 auf dem Alten Friedhof Köln-Weiden beigesetzt.

## Ehrungen
- 1983: Bundesverdienstkreuz am Bande
- 1987: Bundesverdienstkreuz 1. Klasse
- 1990: Großes Bundesverdienstkreuz
- 1996: Großes Bundesverdienstkreuz mit Stern

## Einzelbelege
1. ↑  Traueranzeige seiner Familie in Druckausgabe Kölner Stadt-Anzeiger Nr. 231 Samstag/Sonntag, 3./4. Oktober 2020 Seite 04
2. ↑  Burschenschafter-Stammrolle 1991, S. 106

| Personendaten    | Personendaten                |
| ---------------- | ---------------------------- |
| NAME             | Himmelreich, Fritz-Heinz     |
| KURZBESCHREIBUNG | deutscher Verbandsfunktionär |
| GEBURTSDATUM     | 27. Februar 1930             |
| GEBURTSORT       | Essen                        |
| STERBEDATUM      | 23. September 2020           |